# Dedo von Krosigk (General)
Ernst Ludwig Moritz Dedo von Krosigk (* 1. August 1848 in Liegnitz, Provinz Schlesien; † 23. Dezember 1908 in Potsdam) war ein preußischer Generalmajor.

## Leben

### Herkunft
Er war der Sohn des Regierungsrates Moritz von Krosigk (1816–1862) und dessen Ehefrau Leonie, geborene Freiin von Rothkirch und Trach (1824–1897).

### Militärkarriere
Krosigk besuchte von 1861 bis zum 1. Juni 1866 die Klosterschule Roßleben. Am 25. Juni 1866 trat er während des Deutschen Krieges als Dreijährig-Freiwilliger in die Ersatzeskadron des 3. Garde-Ulanen-Regiments der Preußischen Armee ein. Er kam jedoch nicht mehr ins Gefecht und stieg bis zum 8. Februar 1868 zum Sekondeleutnant auf. Als solcher nahm Krosigk während des Krieges gegen Frankreich 1870/71 an den Kämpfen bei Beaumont und Sedan sowie der Belagerung von Paris teil. Er wurde mit dem Eisernen Kreuz II. Klasse ausgezeichnet und nach dem Friedensschluss vom 1. November 1872 bis zum 30. September 1874 an das Militärreitinstitut Hannover kommandiert. Am 15. Oktober 1874 folgte seine Beförderung zum Premierleutnant sowie am 11. Juni 1881 zum Rittmeister. Gleichzeitig erhielt Krosigk seine Ernennung zum Eskadronchef. Unter Stellung à la suite seines Regiments wurde Krosigk am 20. September 1887 Lehrer am Militärreitinstitut. Am 22. Mai 1889 erhielt er dort den Charakter als Major und am 21. September 1889 das Patent zu diesem Dienstgrad. Als etatsmäßiger Stabsoffizier wurde Krosigk am 19. November 1891 in das Königs-Ulanen-Regiment (1. Hannoversches) Nr. 13 versetzt und am 18. Juni 1895 zum Oberstleutnant befördert. Es folgte am 14. Juli 1895 seine Versetzung nach Kassel, wo Krosigk das Kommando über das Husaren-Regiment „Landgraf Friedrich II. von Hessen-Homburg“ (2. Hessisches) Nr. 14 erhielt. Am 21. Dezember 1897 zum Oberst befördert, beauftragte man ihn am 10. Juni 1899 mit der Führung der 2. Garde-Kavallerie-Brigade und ernannte ihn am 22. Mai 1900 zum Kommandeur dieser Brigade. Für seine Leistungen wurde Krosigk am 14. September 1900 mit dem Kronenorden II. Klasse ausgezeichnet. Aufgrund einer sich verschlimmernden Schwerhörigkeit wurde er am 16. Februar 1901 unter Verleihung des Charakters als Generalmajor mit der gesetzlichen Pension zur Disposition gestellt.
Krosigk war Rechtsritter des Johanniterordens.

### Familie
Er hatte sich am 20. Juni 1875 in Erxleben mit Sophie von Alvensleben (* 1853) verheiratet. Aus der gingen drei Kinder hervor:
- Buko (* 1876)
- Auguste Karoline (* 1883)
- Leonie Ehrengard (* 1885) ⚭ Hans Friedrich von Magdeburg, preußischer Regierungsassessor